# 루카 도토
루카 도토(Luca Dotto, 1990년 4월 18일 ~ )는 이탈리아의 수영 선수다.